# Dibunus transitorius
Dibunus transitorius is een hooiwagen uit de familie Epedanidae. De originele naamcombinatie (protoniem) was Dibunellus transitorius Roewer, 1927. Een volgende naamrecombinatie werd gepubliceerd als Dibunus transitorius (Roewer, 1927) in Goodnight & Goodnight 1957 (impliciet).